# Колотинский, Владимир Диомидович
Влади́мир Диоми́дович Колоти́нский (15 [27] сентября 1870, Вятка — 1953, Мичуринск, Тамбовская область) — надворный советник, военврач, городской врач земской больницы, врач судебно-медицинской экспертизы, затем судебно-медицинский эксперт отдела здравоохранения г. Мичуринска (в настоящее время — Мичуринское отделение Тамбовского областного государственного бюджетного учреждение здравоохранения «Бюро судебно-медицинской экспертизы»).

## Биография
Владимир Диомидович родился 15 сентября 1870 года в губернском городе Вятке в семье статского советника Диомида Ивановича Колотинского и его супруги Ольги Ивановны.
Отец Владимира Диомидовича всю жизнь состоял на государственной службе в Вятской губернии.
Среднее образование В. Д. Колотинский получил в Вятской мужской гимназии, которую окончил в 1888 году.
13 августа 1888 года Владимир Диомидович был зачислен студентом медицинского факультета Казанского Императорского университета, который окончил с отличием в 1894 году.

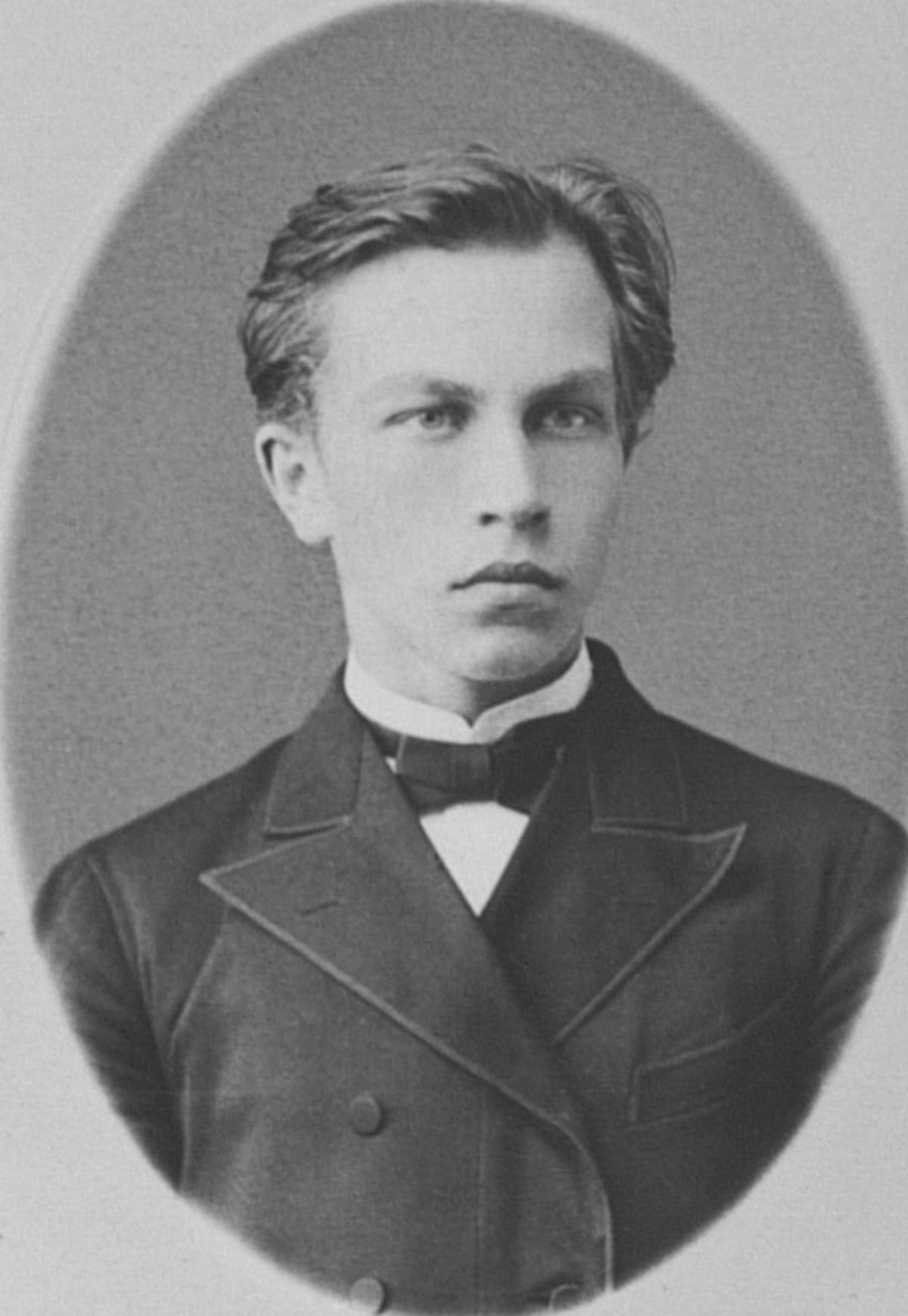
В.Д. Колотинский в 1888 г.

В 1894—1901 годах В. Д. Колотинский служил в должности военного врача 75-го пехотного полка в Подольской губернии, затем 188-го резервного полка в Киеве, а с 1900 года — 175-го Батуринского полка в Харьковской губернии.
После окончания военной службы, в 1901 году Владимир Диомидович занял должность земского врача в селе Пьяный Бор Елабужского уезда Вятской губернии.
В 1903—1907 годах Владимир Диомидович служил в должности городского врача города Козлова Тамбовской губернии, в 1907—1918 годах — уездного врача Елатомского, затем Козловского уездов.
В 1913-15 годах исполнял обязанности директора лечебного тюремного отделения. В тот же период, с 1913 по 1915 год, Владимир Диомидович являлся членом комитета попечительства о народной трезвости.
В августе 1919 года во время погрома, учиненного в городе Козлове казачьими частями генерала К. К. Мама́нтова (в настоящее время более известен как К. К. Ма́монтов), рискуя жизнью, В. Д. Колотинский спас семью своего коллеги — городского врача, коллежского асессора Якова Иосифовича (Абрама-Янкеля Есилевича) Хейфеца (1865, Шклов — 1931, Кисловодск).
С 1924 года и до конца жизни В. Д. Колотинский работал судебным врачом, врачом судебно-медицинской экспертизы, а затем судебно-медицинский экспертом отдела здравоохранения г. Козлова (в 1932 году в г. Козлов был переименован в Мичуринск)).
Указом Президиума Верховного Совета СССР от 14 апреля 1951 года «О награждении орденами и медалями врачей и других медицинских и фармацевтических работников Тамбовской области» за выслугу лет и безупречную работу судебно-медицинский эксперт отдела здравоохранения, г. Мичуринска Владимир Диомидович Колотинский был награждён Орденом Ленина.

## Семья
- Отец — Колотинский, Диомид Иванович (1829—1892), в 1854—1855 годах — секретарь земского суда в Слободском уезде Вятской губернии, в 1860 −1870 годах — секретарь Слободского городского магистрата, в 1870 году — коллежский секретарь канцелярии губернатора, в 1871- старший чиновник по особым поручениям при вятском губернаторе, в 1873 году — асессор, титулярный советник в общем присутствии губернского правления. С 1881 года Д. И. Колотинский — секретарь губернского присутствия по крестьянским делам, надворный советник; с 1882 года — коллежский советник, а с 1891 года — статский советник[2].
- Мать — Колотинская, Ольга Ивановна[2].
- Брат — Колотинский, Николай Диомидович (1867—1927), российский правовед, профессор Казанского университета. Автор фундаментальных трудов по истории римского права[1][2][4].
- Брат — Колотинский, Сергей Диомидович (1869—1921), известный российский психиатр, ученик академика В. М. Бехтерева, доктор медицины, действительный статский советник, директор и главный врач Московской окружной психиатрической лечебницы (в настоящее время — Психиатрическая клиническая больница № 5 Департамента здравоохранения города Москвы)[1][2][4].
- Брат — Колотинский Вячеслав Диомидович (1876—1907), военврач, ординатор Казанской окружной лечебницы[2][20].

## Награды
- Орден Ленина[18]

## Публикации
1. Колотинский В. Д. Редкое последствие ожога пищевода серной кислотой; операция гастростомии : Сообщ., чит. в Мед. совещ. врачей Киев. воен. госпиталя в сент. 1899 г. / (Из Хирург. отд. Киев. госпиталя); [Соч.]. В. Д. Колотинского. — Москва : т-во тип. А. И. Мамонтова, ценз. 1900. — 6 с.; 25.
2. Колотинский В. Д. О нервных отеках. — Воен.-мед. журнал. — т. CLXXXIX. — 1897.